# تشارلي كويل
تشارلي كويل (بالإنجليزية: Charlie Coyle)‏ هو لاعب هوكي الجليد أمريكي، ولد في 2 مارس 1992 في ويماوث في الولايات المتحدة.

## وصلات خارجية
- تشارلي كويل على موقع دوري الهوكي الوطني (الإنجليزية)
- تشارلي كويل على موقع EliteProspects.com (الإنجليزية)
- تشارلي كويل على موقع Eurohockey.com (الإنجليزية)
- تشارلي كويل على موقع HockeyDB.com (الإنجليزية)
- تشارلي كويل على موقع Hockey-Reference.com (الإنجليزية)